# Николай III
Папа Николай III (на латински: Nicolaus PP III) роден Джовани Гаетано Орсини (на италиански: Giovanni Gaetano Orsini) е римски благородник, протектор на Францисканския орден, Главен инквизитор, и от 1277 г. глава на Католическата църква, 188-ия в Традиционното броене. Член на фамилията Орсини.